# Kationty III. třídy
Kationty III. třídy je skupina kationtů sulfanové zkoušky srážecí analýzy. Do III. třídy řadíme: Co2+, Ni2+, Mn2+, Zn2+, Fe2+, Fe3+, Al3+, Cr3+. Srážecím skupinovým činidlem je směs (NH4)2S + NH4OH + NH4Cl (tzv. amoniakální pufr)

## Důkazové zkoušky reakcí kationtů
Co2+

+ 1-nitroso-2-naftol → růžovohnědá sraženina

+ S2− → CoS černá sraženina 

+ SCN− → [Co(SCN)4]2− modrý roztok
+ K+ + NO2− + H3O+ → K3[Co(NO2)6] žlutá sraženina – Fischerova sůl 

+ NH3 → Co(NH3)2 modro/černá sraženina + OH− (přebytek) → [Co(NH3)6]2+ hnědozelený až hnědý roztok (platí pokud roztok neobsahuje amonnou sůl) 

Ni2+

+ diacetyldioxim (čugajevovo činidlo) → jahodově červená sraž.

+ silný hydroxid → Ni(OH)2 (sv. zelená sraženina)

+ CO32− → NiCO3 zelená sraženina 

+ [Fe(CN)6]4− → Ni2[Fe(CN)6] tyrkysově zelená sraž. 

+ [Fe(CN)6]3− → Ni3[Fe(CN)6]2 Karamelově hnědá sraž. 

+ NH3 → Ni(NH3)2 modrý roztok 

Mn2+

+ H2O2

+ PbO2 

+ NaBiO3

→ u všech tří reakcí vznikne růžový ʘ

+ S2− → MnS růžovo bílá sraženina (pleťová) 

+ OH → Mn(OH)2 (bílá sraženina, ale rychle se oxiduje na hnědou MnO(OH)2 

+ CO32− → Mn(CO)3 bílá, hnědnoucí sraženina 

Zn2+

+ S2− → ZnS bílá sraženina 

+ [Fe(CN)6]4− → Zn2[Fe(CN)6] bílá sraženina 

+ [Fe(CN)6]3− → Zn3[Fe(CN)6]2 hnědo žlutá sraženina 

Fe2+

+ [Fe(CN)6]3− → Fe3[Fe(CN)6]2 turbulova modř (tyrkysová sraženina) 

+ [Fe(CN)6]4− → Fe2[Fe(CN)6] Žlutá krevní sůl (sraženina, bílá s modrým nádechem) 

Fe3+

+ SCN− → Fe[Fe(SCN)6] krvavě červený ʘ 

+ [Fe(CN)6]4− → Fe4[Fe(CN)6]3 berlínská modř 

+ [Fe(CN)6]3− → Fe[Fe(CN)6] hnědý roztok 

+ I− (jodido škrobové činidlo) → Fe2+ + I2 modro červený roztok 

+ OH− → Fe(OH)3 zrzavá sraženina 

Al3+

+ NH4OH → bílá sraženina 

+ aluminon → červený Al lak 

+ Al(NH3)3 + alizarin → červený lak hlinitý (sraženina) 

+ NH3 → Al(NH3)3 bílá sraženina + NH3 (přebytek) → X 

+ NaOH → Al(OH)3 bílá sraženina + NaOH(přebytek) → Na[Al(OH)4] bezbarvý roztok 

+ Co(NO3)2 (solce kobaltnatá) →žíhání→ Co3(AlO3)2 ternardova modř 

Cr3+

+ H2O2

+ benzidinová modř

→ u obou vznikne modrá sraženina

+ OH {(NH4)2S v amoniakálním pufru(NH3OH + NH4Cl)} → Cr(OH)3 šedo modro zelená sraženina 

+ OH {NH3} → Cr(OH3) + NH3 + [Cr(NH3)6](OH)3 fialový roztok 

+ OH {NaOH} → Cr(OH3) + NaOH + [Cr(OH)6]3− zelený roztok 

## Důkaz kationtů v komplexním vzorku

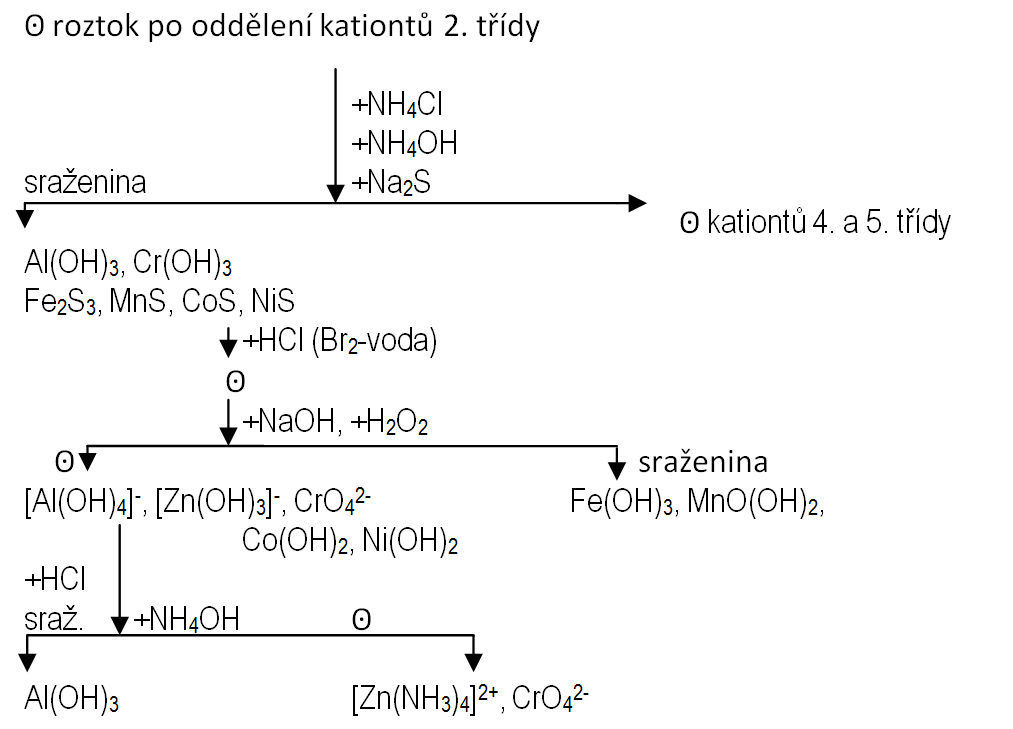
Rozdělení 3. třídy kationtů pomocí činidel

### Postup
Filtrát po vysrážení kationtů II. třídy povaříme na vodní lázni. Přidáme asi 0.5 ml nasyceného roztoku NH4Cl a zneutralizujeme NH4OH (1:1). Potom se do směsi po několik minut zavádí sulfan (sulfan lze ve všech třídách vyměnit za Na2S). Sraženina se odfiltruje a roztok se uchová pro důkazy kationtů IV. a V. třídy. Sraženina sulfidů a hydroxidů se dvakrát promyje 0,5 ml NH4OH a rozpustí se v co nejmenším množství HCl (1:1) za varu. Je-li přítomen nikl a kobalt (sraženina sulfidů byla černá a nerozpouští se v HCl), musí se rozpouštění podpořit přidáním bromové vody a intenzivním mícháním. Do vzniklého čirého roztoku se přidá 25% NaOH do zřetelně alkalické reakce a malé množství tuhého Na2O2 (lze zaměnit za kapalný H2O2) a opatrným povařením se rozloží nadbytek peroxidu (až ustane šumění). Vzniklá sraženina se odfiltruje a analyzuje se na přítomnost železa, manganu, kobaltu a niklu. Ve filtrátu se dokazuje hliník, zinek a chrom. 
Roztok obsahující tetrahydroxohlinitanový aniont, trihydroxozinečnatanový aniont a chromanový aniont okyselíme HCl (1:1) do kyselé reakce a neutralizujeme ji nadbytkem NH4OH (1:1) Je-li přítomen hliník, vznikne bílá rosolovitá sraženina Al(OH)3. Odfiltruje se, promyje vodou s přídavkem několika kapek CH3COOH (1:3), přidá se několik kapek 20% CH3COONH4 a za varu se sráží 5% Ba(NO3)2. Žlutá sraženina BaCrO4 se odfiltruje a provede se další důkaz chromu. V roztoku dokazujeme zinek.